# A Redenção de Cam
A Redenção de Cam é uma pintura a óleo sobre tela realizada pelo artista espanhol Modesto Brocos (Santiago de Compostela, 9 de fevereiro de 1852 — Rio de Janeiro, 28 de novembro de 1936), em 1895. A obra aborda as teorias raciais controversas do fim do século XIX e o fenômeno da busca pelo "embranquecimento" gradual das gerações de uma mesma família por meio da miscigenação.  A obra foi pintada enquanto Brocos lecionava na Escola Nacional de Belas Artes do Rio de Janeiro.
Atualmente, a pintura faz parte do acervo do Museu Nacional de Belas Artes, no Rio de Janeiro, presente na exposição “Das Galés as Galerias: representações e protagonismos do negro no acervo do MNBA”,  que busca proporcionar um olhar sobre as representações e protagonismos da população negra em 80 obras presentes no acervo do museu.

## Descrição e análise da pintura
A pintura A Redenção de Cam é fruto de um momento de pós-emancipação, marcado pela adesão do racialismo na esfera pública e da "necessidade" de ações em relação ao destino da população negra e miscigenada na ordem livre e republicana. A obra faz alusão ao primeiro livro da Bíblia Cristã, Gênesis, capítulo 9. No episódio, Cam expõe a nudez e bebedeira de seu pai, Noé, aos irmãos Sem e Jafé e, por isso, é condenado pelo pai a ser escravo juntamente com seu filho Canaã, que é amaldiçoado como "servo dos servos". Noé profetizou que ele, Cam, seria "o último dos escravos de seus irmãos". Cam é apontado na Bíblia como suposto ascendente das raças africanas. Diante disso, nos séculos XVI, XVII e XVIII, os cristãos usaram a passagem bíblica para justificar a escravidão nas economias coloniais.

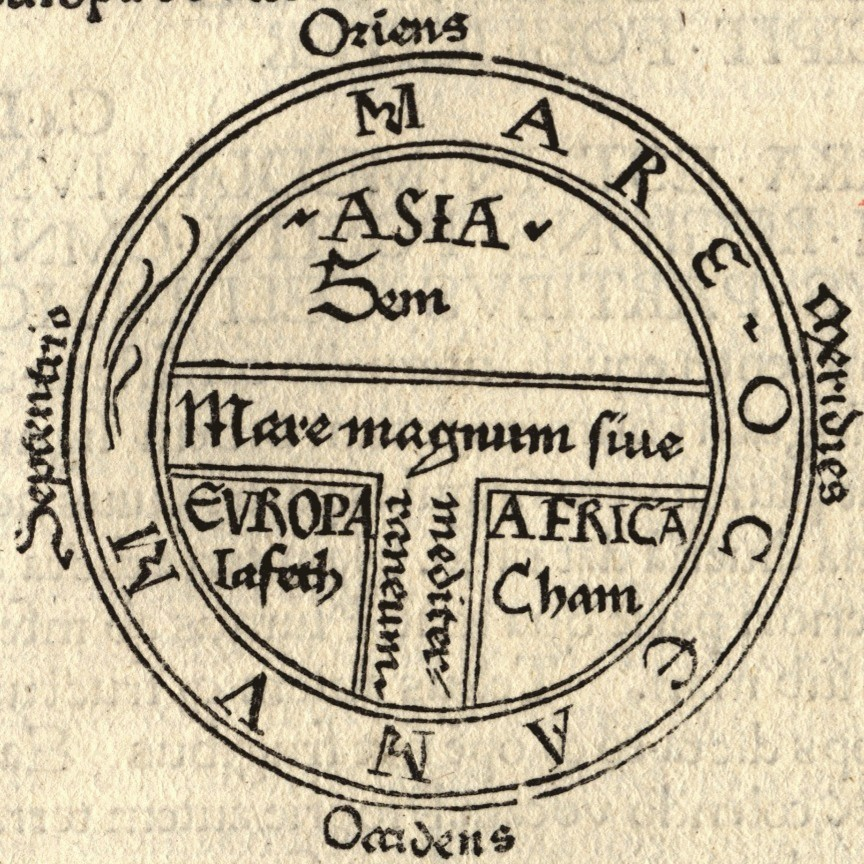
O mapa estilizado "T e O", considerado o mapa impresso mais antigo do ocidente, faz alusão à África sendo dos descendentes de Cam.

A tela mostra uma espécie de caminho para reverter a "maldição" (ser afro-descendente), branqueando os personagens. É perceptível o naturalismo presente na obra, que traz gradações de cores entre as três gerações dos personagens. O bebê é o mais branco, seguido pelo pai, sentado ao lado da mãe, que segura a criança no colo. No canto esquerdo da tela, quem tem a pele mais escura é a avó, com mãos erguidas ao céu em agradecimento. Por nascer branco, seu neto foi livrado da "maldição" de ser negro, já que sua filha, mulata, casou-se com um homem branco.
Sentados estão a mãe da criança, que a carrega em cima dos joelhos, e um homem com as pernas cruzadas, supostamente o marido branco e responsável pelo "branqueamento" do descendente.  Podemos notar que essa gradação de cor segue da esquerda para a direita, mostrando a mestiçagem em seu processo completo. Aqui, não se trata apenas de uma eliminação cultural e racial, mas também da necessidade de um progresso que, aos olhos de Brocos, só viria por meio do branqueamento da população e da aproximação com a cultura europeia, eliminando e ignorando as demais etnias e costumes.
Essa negação da cultura africana fica aparente quando reparamos nas vestes das personagens femininas; já que ambas usam roupas ocidentalizadas e não trajes que remetem à origem das mesmas. O corpo da mulher sentada está coberto por roupas, fazendo com que pareça mais europeu do que africano. Aqui, está presente uma ideia de ajustamento das mulheres negras à moral cristã e a um ideal de reprodução branqueador. Além disso, é notório que as duas personagens que não possuem a pele branca, são mulheres: a mãe e a avó, estabelecendo uma oposição de cor em relação ao bebê e o pai. Há um reforço da visão progressista da pele branca quando percebemos que o chão em que o homem pisa é de pedra, mostrando uma evolução em relação ao que as mulheres pisam, que é de terra. Mais uma vez, o europeu de pele branca é representado como superior, e isso fica explícito até na pose em que o homem, de costas, olha o resto da cena.
A posição das mãos e olhares entre os personagens trazem coerência à mensagem que Modesto Brocos quis passar.  A obra lhe rendeu a medalha de ouro no Salão Nacional de Belas Artes de 1895 e mostra os rumos da arte brasileira no final do século XIX.
Existe a teoria de que a mãe (sentada, ao centro da tela) seria a representação da Virgem Maria e o bebê, o menino Jesus. Isso se deve graças a cor azul do xale em que está envolta, pois faz alusão ao manto usado pela Virgem Maria.

## Branqueamento e eugenismo no Brasil
No século XIX, difundiu-se no Brasil a ideia de “branqueamento” da sociedade, que pretendia apagar os traços negros da população brasileira. Durante as primeiras décadas do século XX, a industrialização, imigração e urbanização trouxe uma visão mais pessimista e de nacionalismo ao país. As duas guerras mundiais trouxeram a expansão do nacionalismo, aliando a ideia de raça à construção das nacionalidades.

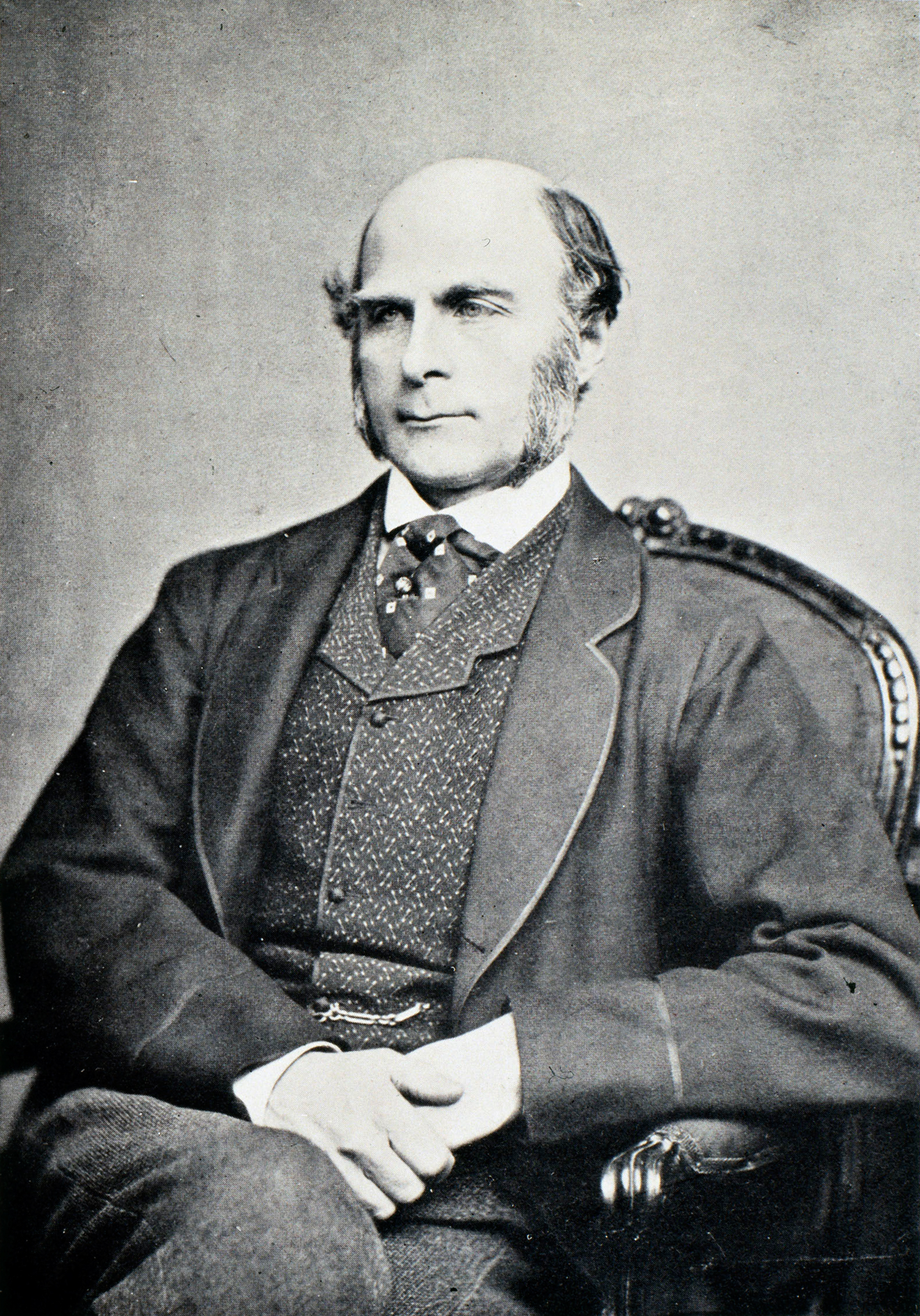
Francis Galton, responsável por disseminar o ideal eugenístico.

 Na Europa, o ideal eugênico foi disseminado pelo inglês Francis Galton (Birmingham, 16 de fevereiro de 1822 — Haslemere, Surrey, 17 de janeiro de 1911) em 1883. Primo de Charles Darwin, afirmava que a seleção natural também era válida aos seres humanos. Sua crença era de que a capacidade intelectual não é individual, e sim hereditária. Seu projeto analisou a árvore genealógica de aproximadamente 9 mil famílias e tentava justificar a exclusão de diversos grupos: deficientes, negros, asiáticos e todos que não se encaixavam no suposto "padrão europeu". Esse padrão era baseado na tese de que o europeu era o detentor da maior beleza, competência civilizacional e saúde quando comparado às "demais raças", como a negra (africana), a "vermelha" (indígena) e “amarela” (asiática).
Os primeiros traços do eugenismo no Brasil apareceram no final da primeira década do século XIX. Em 1917, o médico e farmacêutico Renato Kehl, foi o responsável por ampliar e disseminar o eugenismo no Brasil. Kehl acreditava que a única forma do país prosperar era com um projeto que focasse no predomínio da raça branca, prezando pelo branqueamento da população negra. Além da segregação pela cor da pele, seu discurso também apoiava a exclusão de deficientes (sejam eles físicos ou mentais) da sociedade. Defendia a esterilização de criminosos, regulamentação de um exame pré-nupcial (para garantir que a noiva era virgem), exames que assegurassem o divórcio caso a mulher tivesse "filhos ilegítimos" ou fosse comprovado defeitos hereditários em sua família, educação eugênica obrigatória nas escolas e teste para medir a capacidade mental em crianças de 8 a 14 anos. Kehl apresentou seus pensamentos em diversos congressos, e teve impacto em grupos de professores, médicos e adeptos do higienismo social. Assim, foi fundada, em 1918, a primeira sociedade eugênica da América latina, a Sociedade Eugênica de São Paulo (SESP). Alguns nomes conhecidos faziam parte do grupo.
- Arnaldo Vieira de Carvalho (que dá nome à avenida Dr. Arnaldo em São Paulo);[12]
- Olavo Bilac;[1]
- Alfredo Ellis;
- Belisário Penna;
- Vital Brazil;
- Arthur Neiva;
- Luis Pereira Barreto;
- Antonio Austregésilo;
- Juliano Moreira;
- Afrânio Peixoto;[13]
- Monteiro Lobato, que, além dos seus famosos livros infantis, foi responsável pela publicação da obra "Annaes de Eugenia", publicado em 1919.[13] Nela, Lobato organiza diversas palestras dos adeptos ao eugenismo, que levaram a teoria à arena pública, na intenção de atingir as classes mais ricas da sociedade.[15]

Nos anos subsequentes, a eugenia despertou o interesse dessa elite brasileira, que criou o estigma do "homem brasileiro", excluindo todos os que não se encaixavam no que era idealizado por eles. Havia a crença de que o movimento promoveria uma reforma nos valores estéticos, higiênicos e morais da sociedade brasileira. Na época, o ideal trouxe à tona uma sociedade ainda mais patriarcal. Aqui, cabia às mulheres o simples papel de "procriar" e realizar as tarefas domésticas atribuídas por seu marido. A "identidade nacional" transpassava limites e trazia à tona o racismo presente nas camadas mais altas da sociedade brasileira.

### Brocos e o apoio ao eugenismo

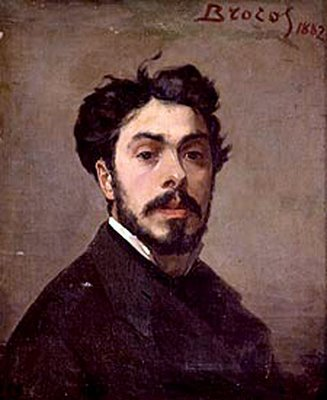
Autorretrato de Modesto Brocos, pintor de A Redenção de Cam.

Modesto Brocos nunca negou seu apoio às teorias eugenistas. Em 1930, trinta e cinco anos depois de pintar A Redenção de Cam, o artista lançou o livro Viaje a Marte (em português, "Viagem à Marte"), uma ficção científica. Nela, o pintor aparece como um personagem que narra sua visita em um planeta em que há política de reprodução controlada por meio de agentes do estado - o Exército Agrícola e as Irmãs Humanitárias - todos voluntários e brancos. Mesmo sendo um livro de ficção, Brocos deixa explícito seus ideias eugenistas e racistas quando, em um dos trechos da obra, diz que a humanidade não estava satisfeita, pois ainda deveria haver uma "unificação de raças". Ele completa dizendo que em tempos anteriores, com a raça "amarela", a mestiçagem havia sido mais fácil, mas que com a raça negra, apesar de ter havido o mesmo processo, a cor "apresentou dificuldades de ser miscigenada".

### Símbolo eugenista

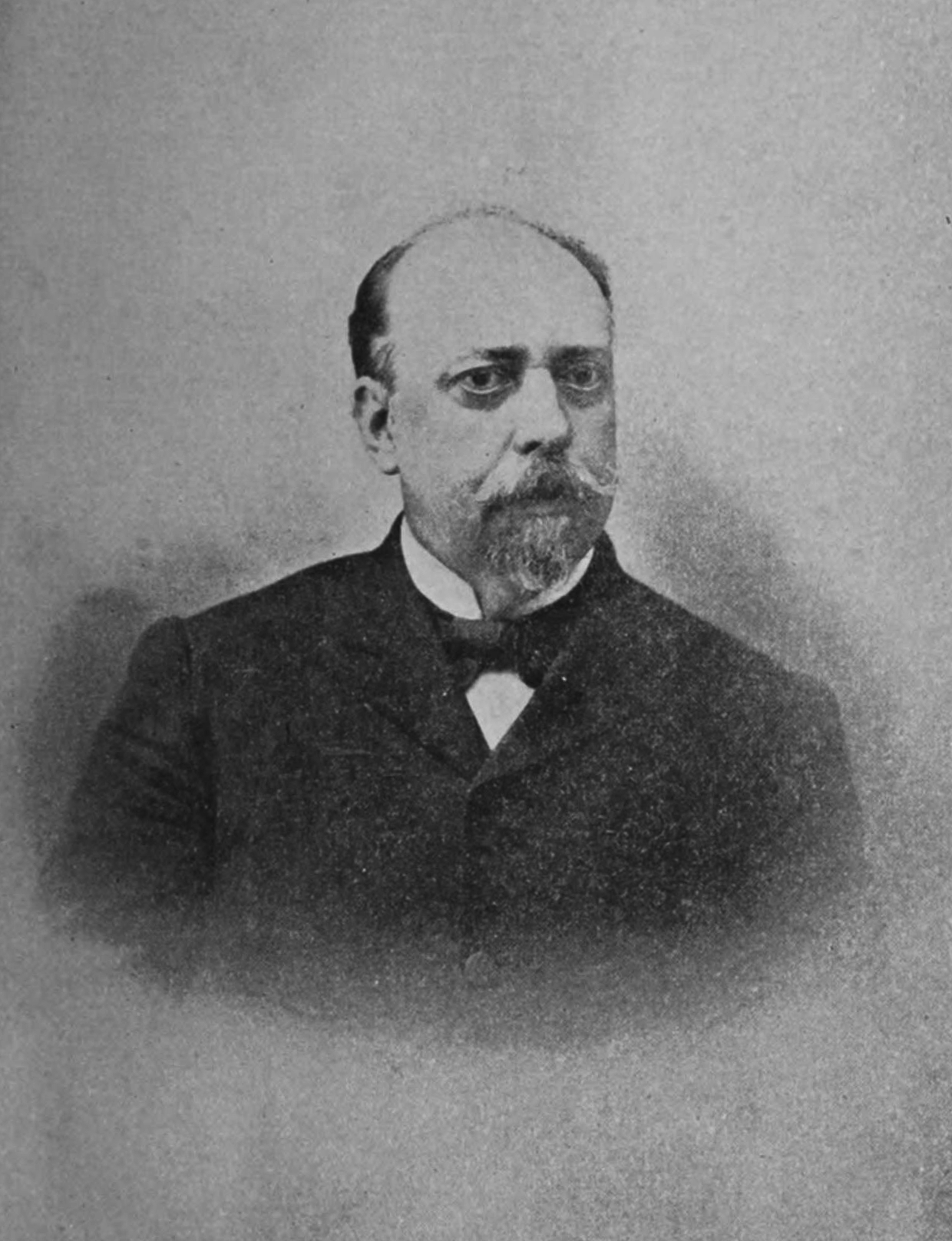
João Batista de Lacerda, médico, cientista brasileiro e um dos principais expoentes da "tese do embranquecimento".

A obra é considerada uma das pinturas mais racistas e reacionárias do século XIX, trazendo consigo o simbolismo do pensamento elitista. A pintura aparece num processo pós-abolicionista da nova república, que buscava pelo progresso usando a Europa como modelo. Aos olhos da elite, o branco, representava progresso, enquanto o negro, o atraso, passado. Nesse contexto surge o eugenismo e o branqueamento mencionado anteriormente, que propunha a miscigenação como solução, deixando a população com um perfil cada vez mais europeu. A pintura é simplesmente uma representação visual do assunto presente no discurso dos "intelectuais" da época.
Em 1911, o então diretor do Museu Nacional do Rio de Janeiro, João Batista de Lacerda (Campos dos Goitacases, 12 de julho de 1846 — Rio de Janeiro, 6 de agosto de 1915), usou A Redenção de Cam como ilustração de seu artigo intitulado Sur les métis au Brésil (em português, "Sobre os Mestiços no Brasil") no I Congresso Universal das Raças, em Paris. O Congresso reuniu intelectuais de todas as partes do mundo para debater a relação das raças com o processo de civilização. A obra de Lacerda, considerado um dos principais expoentes da "tese do embranquecimento", saía em defesa da miscigenação, apresentando a positividade desse processo no Brasil e mostrando a suposta superioridade dos traços brancos em relação aos negros e indígenas. Ao apresentar a pintura de Brocos, descreveu-a da seguinte maneira: “O negro passando a branco, na terceira geração, por efeito do cruzamento de raças”. Em seu discurso, afirmava que em cem anos a população brasileira seria majoritariamente branca; ou seja, em 2011/12 a população negra seria extinta e os mestiços representariam, no máximo, 3% da população.
Entre as décadas de 1920 e 1930, já não era mais possível haver um distanciamento entre brasileiros que se identificavam como europeus exilados e a população local, já que a mistura entre povos indígenas, negros e brancos constituíram uma miscigenação que saía dos padrões impostos pela alta sociedade branca. Assim, a elite tinha quase uma necessidade de criar uma nova identidade brasileira, com o desejo de ser diferente de qualquer modelo. Assim, o ideal eugenista perdeu muito de sua força.